# 6euroneunzig
6euroneunzig ist ein deutsches Musikduo, bestehend aus Katharina Hoffmeister und Nina Geßler. Das Duo kombiniert Elemente aus Rap, Techno-Trash, New Wave und elektronischer Musik. Es ist bekannt für seine feministischen, gesellschaftskritischen und selbstironischen Songtexte.

## Geschichte
Katharina Hoffmeister und Nina Geßler lernten sich bei einem Vorsprechen an der Filmuniversität Babelsberg Konrad Wolf in Potsdam kennen. Beide scheiterten in der dritten Castingrunde. Aus dieser gemeinsamen Erfahrung entstand zunächst eine Freundschaft, die später in die künstlerische Zusammenarbeit unter dem Namen 6euroneunzig mündete. Der Bandname „6euroneunzig“ entstand nach eigenen Angaben, als die Mitglieder in einer Cocktailbar waren und die Getränke während der Happy Hour 6,90 Euro kosteten. Zuvor hatten sie sich vorgenommen, an diesem Abend unbedingt einen Namen zu finden. Dies berichteten sie in ihrem ersten größeren Interview im Podcast Deutschrap Plus.
Zunächst trat das Duo vor allem in der Berliner Musikszene in Erscheinung. Ihre Musik verbreitete sich über Social Media und wurde durch Auftritte auf Festivals wie dem Fusion Festival, der c/o pop, dem Appletree Garden Festival, dem Reeperbahn Festival und dem Campus Festival Konstanz einem größeren Publikum bekannt.

## Musikstil
6euroneunzig vereinen Elemente aus Techno, Deutschrap, Trashpop, New Wave und elektronischer Musik. 6euroneunzig verstehen sich als feministische Künstlerinnen, die mit Konventionen brechen. Typisch sind ironisch-provokante Texte, politische Untertöne sowie der bewusste Bruch mit Schönheits- und Geschlechteridealen. Sie thematisieren Sexismus, sexualisierte Gewalt, Konsumverhalten, Körperbilder, weibliche Selbstbestimmung und die Ablehnung gesellschaftlicher Normen.

## Rezeption
Das Duo erhielt bisher positive Resonanz in der Musikpresse, die die Kombination aus intelligenter Ironie, musikalischer Experimentierfreude und gesellschaftspolitischer Relevanz lobt. Das Musikmagazin Diffus bezeichnete sie als „einen der aufregendsten Acts zwischen Pop und Politik“. Der Tagesspiegel würdigte ihren „ungehobelten Stil mit Haltung“ und die bewusste Provokation als Teil eines neuen feministischen Popdiskurses in Deutschland. 2025 wurde das Musikduo von recordJet als „Artist of the Month“ ausgezeichnet.

## Diskografie

### Singles
- 2023: BADBITCH[4]
- 2023: Zur Party
- 2024: Alk & Liebe
- 2024: Auto
- 2025: Tittentraining

### EPs
- 2025: Slutalarm[3][5]